# Ekisius vitreus
Ekisius vitreus is een keversoort uit de familie mierkevers (Cleridae). De wetenschappelijke naam van de soort is voor het eerst geldig gepubliceerd in 1987 door Winkler.